# Yunjin Kim
Yunjin Kim (* 7. listopadu, 1973, Soul) je korejsko-americká herečka. Kim se narodila v Soulu v Jižní Koreji a v deseti letech emigrovala i s rodiči do USA. Po škole se odstěhovala do New Yorku, aby se mohla začít naplno věnovat svojí herecké kariéře. Herectví vystudovala na Bostonské univerzitě a po promoci se objevila jak na MTV, tak v telenovelách na stanici ABC. V roce 1996 se objevila v korejském televizním dramatu Beautiful Vocation. Během příštích pěti let se objevila v dalších menších filmech. Proslavila ji až role Sun Kwonové v televizním seriálu stanice ABC Ztraceni.

## Filmografie

### Film
| Rok  | Film                     | Role                          | Poznámky |
| ---- | ------------------------ | ----------------------------- | -------- |
| 1999 | Shiri                    | Lee Myung-hyun / Lee Bang-hee |          |
| 2000 | The Legend of Gingko     | Yeon                          |          |
| 2001 | Rush!                    | Seo-yeong                     |          |
| 2002 | Iron Palm                | Ji-ni                         |          |
| 2002 | Yesterday                | Kim Hisu / No Hisu            |          |
| 2002 | Ardor                    | Mi-heun                       |          |
| 2005 | Diary of June            | Seo Yun-hee                   |          |
| 2007 | Mother                   |                               |          |
| 2008 | Seven Days               | Yoo Ji-yeon                   |          |
| 2010 | Harmoni                  | Jeong-hye                     |          |
| 2011 | Heartbeat                | Chae Yeon-hee                 |          |
| 2012 | The Neighbor             | Kyung-hee                     |          |
| 2014 | Óda na mého otce         | Young-ja                      |          |
| 2017 | House of the Disappeared | Kang Mi-hee                   |          |

### Televize
| Rok       | Název                     | Role          | Poznámky             |
| --------- | ------------------------- | ------------- | -------------------- |
| 1996      | Splendid Holiday          |               |                      |
| 1997      | Foreboding                | Jang Se-young | 16 dílů              |
| 1998      | Wedding Dress drama       | Gina          | 22 dílů              |
| 1999      | Love in 3 Colors          | Jang Hee-ju   | 56 dílů              |
| 2004–2010 | Lost                      | Sun-Hwa Kwon  | hlavní role, 88 dílů |
| 2007      | Knee-Drop Guru            | Host          |                      |
| 2008      | Two Sisters               | Sandra        | televizní film       |
| 2013–2016 | Mistresses                | Karen Kim     | hlavní role, 51 dílů |
| 2017      | Let's Eat Dinner Together | Host          |                      |

### Videohry
| Rok  | Název           | Role         |
| ---- | --------------- | ------------ |
| 2007 | Lost: Via Domus | Sun-Hwa Kwon |
| 2012 | Sleeping Dogs   | Tiffany Kim  |